# Macrobiotus mottai
Macrobiotus mottai är en djurart som tillhör fylumet trögkrypare, och som beskrevs av Maria Grazia Binda och Giovanni Pilato 1995. Macrobiotus mottai ingår i släktet Macrobiotus och familjen Macrobiotidae. Inga underarter finns listade i Catalogue of Life.